# Colotis evagore
La colotis del desierto o alcaparrera (Colotis evagore) es una especie de lepidóptero ropalócero de la familia Pieridae.
Se encuentra en las partes secas del África tropical, África norteña, sur de España, y suroeste de Arabia. (Klug, 1829). 
Mide 28 a 35 mm de envergadura alar en los machos y 28 a 38 mm en las hembras. Los adultos vuelan de febrero a agosto, dependiendo de su área de ubicación.
La larva se alimenta de especies de plantas de los géneros Maerua, Capparis y Cadaba.

## Subespecies
Las siguientes subespecies son reconocidas:
- Colotis evagore evagore Klug, 1829 (Arabia Saudí, Yemen)
- Colotis evagore nouna Lucas, 1849 (España, noroeste de África)
- Colotis evagore antigone Boisduval, 1836 (África subsahariana, incluyendo Senegal, Gambia, Guinea, Malí, Burkina Faso, Ghana, Togo, Benín, Nigeria, Níger, Kenia, Zambia, Namibia, Botsuana, Zimbabue, Mozambique, Sudáfrica, Suazilandia)
- Colotis evagore niveus Butler, 1881 (Socotora)